# Asporça
Gospa Asporça ([Asporča]; turski: Asporça Hatun; također Asporsha; o. 1300. – o. 1362.) bila je prva supruga drugog osmanskog sultana Orhana I., za kojeg se udala 1316. godine.

## Biografija
Asporça je rođena oko 1300. godine. Nije točno poznato tko su joj bili roditelji; prema hipotezi, bila je kći bizantskog cara Andronika III. Paleologa i njegove žene, Ane Savojske, ali to se ipak čini nemogućim jer je Andronik rođen 1297. Ako je doista bila kći bizantskog cara, vjerojatnije je da je bila kći cara Mihaela IX. i njegove žene Rite Armenske te tako sestra cara Andronika.
Godine 1316. princ Orhan je oženio Asporçu te se ona, premda je izvorno bila kršćanka, ipak preobratila na islam. Orhanov otac, sultan Osman I., dao je Asporçi nekoliko sela. Asporça i njen muž imali su četvero djece: princa Ibrahima (1316. – 1362.), princa Şerefullaha, Fatmu Hatun i Selçuk Hatun. Ibrahim je postao guverner Eskişehira, ali ga je dao ubiti njegov polubrat, sultan Murat I.
Gospa Asporça je umrla oko 1362. te je pokopana u Bursi, zajedno sa svojim mužem.